# Пупо, Мельвиль
Мельвиль Пупо (фр. Melvil Poupaud; род. 26 января 1973) — французский актёр, сценарист и режиссёр. Лауреат Берлинского МКФ в номинации  Shooting Stars Award 1999 года (эту награду ежегодно присуждают десяти молодым актёрам из разных стран Европы). Трижды номинант на премию «Сезар» (1990, 1994, 2016).
 

## Биография

### Ранние годы
Родился 26 января 1973 года в Париже. Его старший брат Ярол Пупо (род. 1968) —  известный во Франции музыкант и музыкальный продюсер. Его мать Шанталь работала пресс-атташе у многих известных кинематографистов, была продюсером и сценаристом и с детства водила Мельвиля по различным кастингам.

### Карьера
Он дебютировал в кино в 1983 году в фильме Рауля Руиса «Город пиратов»
В 1992 году он снялся в роли младшего брата главной героини в ставшем культовым фильме  Жана-Жака Анно «Любовник».
Наиболее известен по ролям в фильмах Руиса, Озона, Долана.

### Личная жизнь
С 1990 по 1992 годы у него роман с  Кьярой Мастроянни. Позднее он женился на Жоржине, дочери редактора и издателя  Константина Таску и крестнице Эрика Ромера. В 2001 году у пары родилась дочь Анна-Ливия. Они расстались после 10 лет брака и 14 лет отношений

## Фильмография
- Город пиратов (1983) — Мало

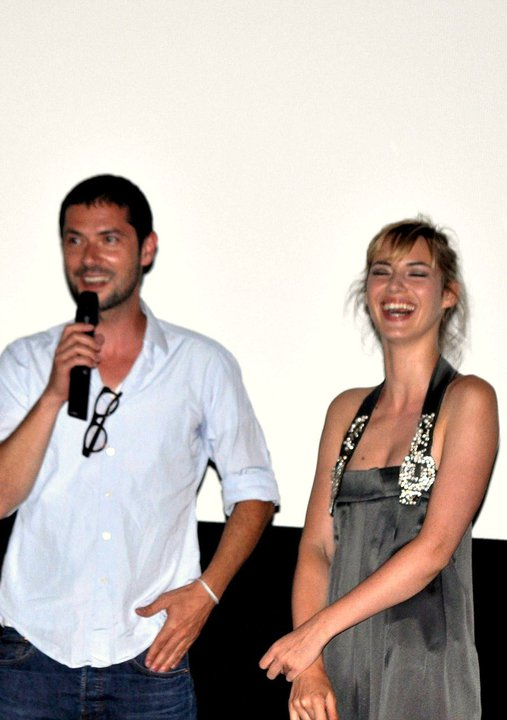
Мельвиль Пупо и Луиза Бургуэн, 2010 год

- Остров сокровищ (1985) — Джим Хокинс
- Любовник (1992) — Младший брат
- Элиза (1995) — сын фармацевта
- Невинная ложь (1995) — Луи Бернар
- Летняя сказка (1996) — Гаспар
- Обретённое время (1999) — принц де Фуа
- Развод (2003) — Шарль-Анри
- Время прощания (2005) — Ромен
- Спиди-гонщик (2008) — Джонни Гудбой Джонс
- Рождественская сказка (2008) — Иван
- Убежище (2009) — Луи
- Лиссабонские тайны (2010) — Эрнесто Лакроз
- И все же Лоранс (2012) — Лоранс
- Лазурный берег (2015) — Франсуа
- В постели с Викторией (2016) — Венсан Коссарски
- Офицер и шпион (2019) — Фернан Лабори
- По воле божьей (2019) — Александр
- Лето 85 (2020) — Учитель Алексиса
- Молодые любовники (2022) — Пьер Эсканде
- Жанна Дюбарри (2023) — граф Дюбарри
- Только ты и я (2023) — Грегори Ламуре
- Великая ирония (2023) — Жан Фурнье